# Roman Lasarewitsch Karmen

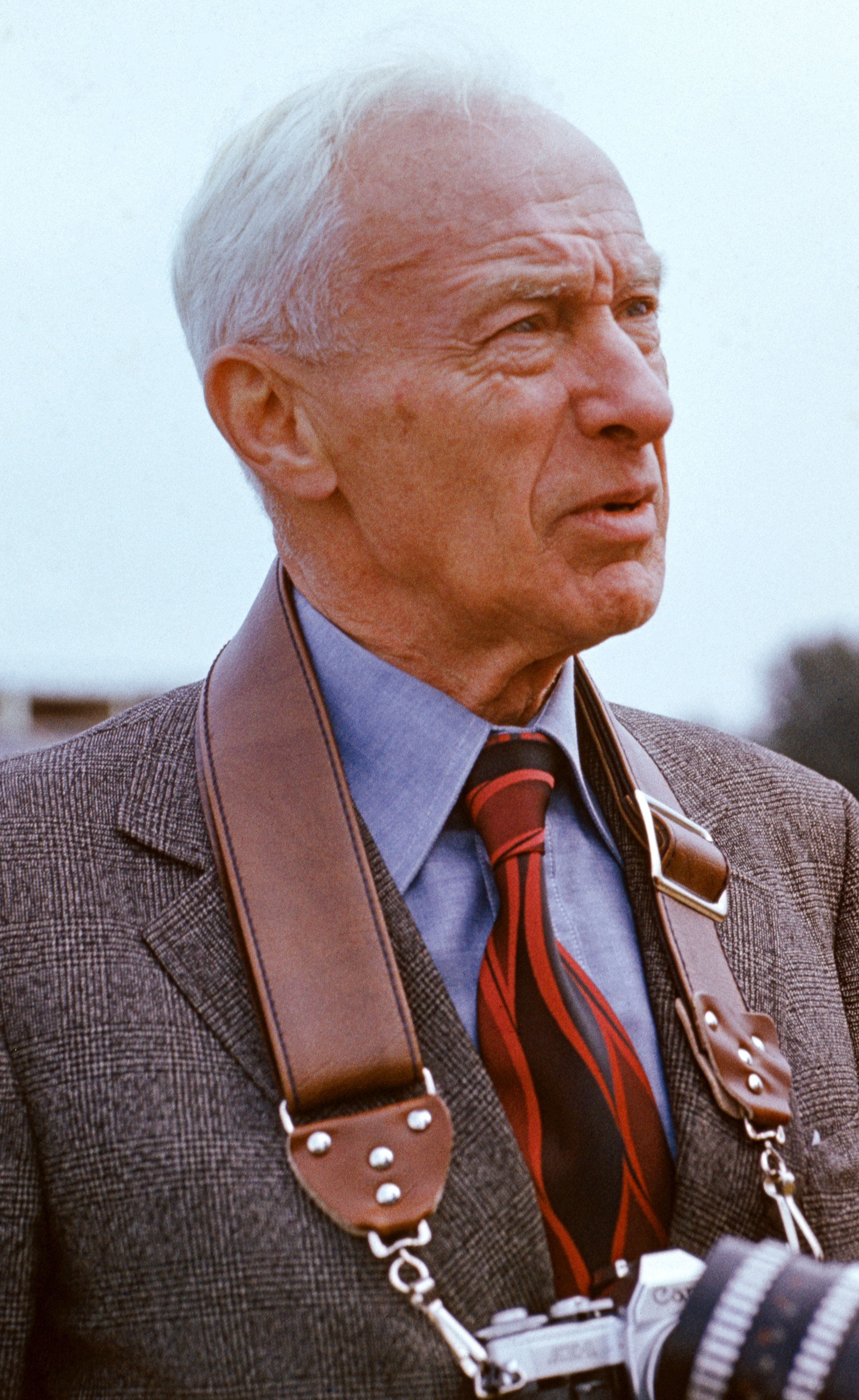
Roman Karmen

Roman Lasarewitsch Karmen (russisch Рома́н Ла́заревич Карме́н; * 16. Novemberjul. / 29. November 1906greg. in Odessa, Russisches Kaiserreich; † 28. April 1978 in Moskau) war ein sowjetischer Dokumentarfilmregisseur und Kameramann. 
Seine ersten Fotos wurden im September 1923 in der Zeitschrift Ogonjok veröffentlicht. Ab 1928 studierte Karmen an der Filmhochschule Moskau und ging nach vier Jahren zum Zentralstudio für Dokumentarfilme. Er nahm am Spanischen Bürgerkrieg und am Zweiten Weltkrieg als Kriegsberichterstatter teil; auch nach dem Krieg bereiste er verschiedenste Länder für seine Dokumentationen. Seit 1939 war er Mitglied der KPdSU. Karmen liegt auf dem Moskauer Nowodewitschi-Friedhof begraben.

## Filmografie
- 1946: Das Gericht der Völker (Суд Народов)
- 1956: Freundschaft der großen Völker (Дружба великих народов)
- 1965: Der Große Vaterländische Krieg (Velikaya otechestvennaya)
- 1969: Towarisch Berlin
- 1978: Die entscheidende Front (The Unknown War), Serie – mit Burt Lancaster[1]

## Preise
- 1942, 1947, 1952: Stalinpreis
- 1960: Leninpreis
- 1969: Kunstpreis der DDR für den Dokumentarfilm  Towarisch Berlin[2]